# 古マタラム王国

古マタラム王国

古マタラム王国の勢力圏

古マタラム王国（こマタラムおうこく、Kerajaan Mataram (Hindu)；717年 - 929年）は、インドネシアのジャワ島のジョグジャカルタ周辺に8-9世紀に繁栄したヒンドゥー王国。
16世紀以降の「マタラム王国」（イスラム・マタラム又は（新）マタラム王国）と区別するため、「古」をつける場合が多いが、当時の自称は、「マタラム（王）国」であった。

## 概要
チャンガル碑文の日付をサンジャヤ紀元と呼ばれる紀年法で計算すると、サンジャヤ王が717年に即位したとされる。プラサスティ碑文にもサンジャヤ王が描かれている。王位は、サンジャヤ王を含めて14代にわたって受け継がれてきたことが最近の碑文研究からも判明している。11代目のバリトゥン王（在位898年 - 910年）のときに壮大なヒンドゥー寺院チャンディ・ロロ・ジョグラン（チャンディ・プランバナン）が建設されたことで知られる。ブランバナンは、次のダクサ王（在位910年 - 919年）のときに完成した。1991年には、世界遺産に登録された。なお、プランバナンの南方2kmにあるラトゥボコという小高い丘の遺跡が778年に建設された古マタラム王国のクラトン（王宮）と考えられている。
イサナ家のシンドク王（在位929年 - 947年）のとき、東部ジャワに移転し、以後をクディリ王国と呼ぶ。移転の原因はよく分かっていないが、地震か伝染病か何かの災害であると推定され、ひとつの有力な説として、1006年のムラピ火山の大爆発前後の地震・津波・爆発があり、飢饉、疫病がひろがったために、住民が逃亡し、移転せざるを得なかったのではと考えられている。
古マタラム王国は、歴史上インドネシアにおけるヒンドゥー諸王朝の始祖的な王朝として位置づけることができ、ヒンドゥー的色彩の強い宮廷舞踊は、現在にまで受け継がれて残されている。

## 歴代王
碑文から以下の王名が知られる。括弧内は在位年。
- サンジャヤ（英語版）（717年 - 746年）
- ラカイ・パナンカラン（英語版）（760年 - 775年）
- ラカイ・パヌンガラン（インドネシア語版）（775年 - 800年）
- ラカイ・ワラック（800年頃 - 819年以前）
- ラカイ・ガルン
- ラカイ・ピカタン（英語版） - シャイレーンドラ朝のサマラトゥンガの娘プラモーダヴァルダニーと結婚し、シャイレーンドラ朝の王となる。
- ラカイ・カユワンギ（インドネシア語版）（ロカパラ）
- ラカイ・ワトゥフマラン（インドネシア語版）
- バリトゥン（英語版）（898年 - 910年）
- ダクサ（インドネシア語版）（910年 - 919年）
- トゥロドン（英語版）（919年 - 924年）
- ラカイ・ワワ（インドネシア語版）（924年 - 929年）